# Форпост-Каргат
Форпост-Каргат — село в Каргатском районе Новосибирской области. Административный центр Форпост-Каргатского сельсовета. 

## География
Площадь села — 180 гектаров. 

## Население
| 2002 | 2007 | 2010 |
| ---- | ---- | ---- |
| 380  | ↘338 | ↘287 |

## Инфраструктура
В селе по данным на 2007 год функционируют 1 учреждение здравоохранения, 2 образовательных учреждения.